# Pat Miletich
Patrick Jay Miletich (Davenport, 9 de março de 1966) é um ex-lutador de artes marciais mistas norte-americano de origem croata. Foi o primeiro campeão dos meio-médios do UFC.

## O Lutador e Treinador
Influenciado pelo seu tio, Johnny "Miller" Miletich (membro da equipe americana de boxe, nas Olimpíadas de 1932), Pat atuou, também, no Boxe profissional. Todavia, foi no MMA que o lutador se destacou, sagrando-se campeão dos Meio-Médios do UFC, além de conquistar, também, o Cinturão do UFC para pesos leves, no UFC 16. Pat ficou conhecido como "The Croatian Sensation", a Sensação Croata, em português.
Em sua carreira no MMA, o lutador confrontou quatro oponentes brasileiros, onde conseguiu 2 vitórias e duas derrotas. São eles: Jorge Patino (01/1999), André Pederneiras (07/1999), Jose Landi-Jons (01/2000) e Renzo Gracie (09/2006). Destas, destacam-se a vitória sobre Jorge Patino, e a derrota sobre Renzo Gracie, lutador da família Gracie e irmão de Ryan Gracie.
Pat fundou a Miletich Fighting Systems, uma academia onde ocupa seu tempo treinando lutadores de MMA. Situada em Iowa, estado onde o nasceu, nela já passaram 11 campeões mundiais.

## Cartel no MMA[4]
| Res.    | Cartel | Oponente           | Método                                    | Evento                               | Data       | Round | Tempo | Local                       | Notas                                  |
| ------- | ------ | ------------------ | ----------------------------------------- | ------------------------------------ | ---------- | ----- | ----- | --------------------------- | -------------------------------------- |
| Vitória | 29-7-2 | Thomas Denny       | Nocaute (socos)                           | Adrenaline MMA 2: Miletich vs. Denny | 11/12/2008 | 2     | 0:50  | Moline, Illinois            |                                        |
| Derrota | 28-7-2 | Renzo Gracie       | Finalização (guilhotina)                  | IFL: Gracie vs. Miletich             | 12/09/2006 | 1     | 3:37  | Moline, Illinois            |                                        |
| Derrota | 28-6-2 | Matt Lindland      | Nocaute Técnico (Socos)                   | UFC 36                               | 22/03/2002 | 1     | 3:09  | Las Vegas, Nevada           | Luta nos Meio Médios.                  |
| Vitória | 28-5-2 | Shonie Carter      | Nocaute (chute na cabeça)                 | UFC 32                               | 29/06/2001 | 2     | 2:42  | East Rutherford, New Jersey |                                        |
| Derrota | 27-5-2 | Carlos Newton      | Finalização (bulldog choke)               | UFC 31                               | 04/05/2001 | 3     | 2:50  | Atlantic City, Nova Jersey  | Perdeu o Cinturão Meio Médio do UFC.   |
| Vitória | 27-4-2 | Kenichi Yamamoto   | Finalização (guilhotina)                  | UFC 29                               | 16/12/2000 | 2     | 1:58  | Tóquio                      | Defendeu o Cinturão Meio Médio do UFC. |
| Derrota | 26-4-2 | Kiyoshi Tamura     | Decisão (majoritária)                     | RINGS - Millenium Combine 3          | 23/08/2000 | 2     | 5:00  | Osaka                       |                                        |
| Vitória | 26-3-2 | John Alessio       | Finalização (chave de braço)              | UFC 26                               | 09/06/2000 | 2     | 1:43  | Cedar Rapids, Iowa          | Defendeu o Cinturão Meio Médio do UFC. |
| Derrota | 25-3-2 | José Landi-Jons    | Nocaute Técnico (interrupção do córner)   | WEF 8: Goin' Platinum                | 15/01/2000 | 1     | 8:00  | Rome, Geórgia               |                                        |
| Vitória | 25-2-2 | Shonie Carter      | Decisão (unânime)                         | Extreme Challenge 27                 | 21/08/1999 | 1     | 20:00 | Davenport, Iowa             |                                        |
| Vitória | 24-2-2 | André Pederneiras  | Nocaute Técnico (corte)                   | UFC 21                               | 16/06/1999 | 2     | 2:20  | Cedar Rapids, Iowa          | Defendeu o Cinturão Meio Médio do UFC. |
| Vitória | 23-2-2 | Clayton Miller     | Finalização (triângulo)                   | Cage Combat 2                        | 30/05/1999 | 1     | 0:40  | Ottumwa, Iowa               |                                        |
| Derrota | 22-2-2 | Jutaro Nakao       | Finalização Técnica (triângulo)           | SuperBrawl 11                        | 02/02/1999 | 1     | 9:22  | Honolulu, Hawaii            |                                        |
| Vitória | 22-1-2 | Jorge Patino       | Decisão (unânime)                         | UFC 18                               | 08/01/1999 | 1     | 21:00 | Nova Orleães, Luisiana      | Defendeu o Cinturão Meio Médio do UFC. |
| Vitória | 21-1-2 | Mikey Burnett      | Decisão (dividida)                        | UFC Brazil                           | 16/10/1998 | 1     | 21:00 | São Paulo                   | Ganhou o Cinturão Meio Médio do UFC.   |
| Empate  | 20-1-2 | Dan Severn         | Empate                                    | Extreme Challenge 20                 | 22/08/1998 | 1     | 20:00 | Davenport, Iowa             |                                        |
| Vitória | 20-1-1 | Al Buck Jr         | Finalização (estrangulamento)             | Midwest Shootfighting 1              | 27/06/1998 | 2     | 2:49  | Clinton, Iowa               |                                        |
| Vitória | 19-1-1 | Chris Brennan      | Finalização (estrangulamento com o ombro) | UFC 16                               | 13/03/1998 | 1     | 9:02  | Nova Orleães, Luisiana      | Ganhou o Torneio de Leves do UFC 16.   |
| Vitória | 18-1-1 | Townsend Saunders  | Decisão (dividida)                        | UFC 16                               | 13/03/1998 | 1     | 15:00 | Nova Orleães, Luisiana      |                                        |
| Vitória | 17-1-1 | Chris Brennan      | Decisão (unânime)                         | Extreme Challenge Trials             | 15/11/1997 | 1     | 10:00 | Davenport, Iowa             |                                        |
| Empate  | 16-1-1 | Chris Brennan      | Empate (majoritário)                      | Extreme Challenge 9                  | 30/08/1997 | 1     | 20:00 | Davenport, Iowa             |                                        |
| Vitória | 16-1   | Chuck Kim          | Finalização (mata leão)                   | Extreme Challenge 7                  | 25/06/1997 | 1     | 10:46 | Council Bluffs, Iowa        |                                        |
| Derrota | 15-1   | Matt Hume          | Nocaute Técnico (interrupção médica)      | Extreme Challenge 4                  | 28/05/1997 | 1     | 5:00  | Des Moines, Iowa            |                                        |
| Vitória | 15-0   | Chad Cox           | Finalização (socos)                       | Extreme Challenge 3                  | 15/02/1997 | 1     | 1:39  | Davenport, Iowa             |                                        |
| Vitória | 14-0   | Paul Kimbrel       | Finalização (chave de braço)              | Extreme Challenge 2                  | 01/02/1997 | 1     | 5:13  | Des Moines, Iowa            |                                        |
| Vitória | 13-0   | Jason Nicholson    | Decisão (unânime)                         | SuperBrawl 3                         | 17/01/1997 | 1     | 15:00 | Honolulu, Hawaii            |                                        |
| Vitória | 12-0   | Earl Loucks        | Finalização (keylock)                     | Extreme Challenge 1                  | 23/11/1996 | 1     | 7:00  | Des Moines, Iowa            |                                        |
| Vitória | 11-0   | Pat Assalone       | Finalização (chave de braço)              | Brawl at the Ballpark 1              | 01/09/1996 | 1     | 4:01  | Davenport, Iowa             |                                        |
| Vitória | 10-0   | Matt Andersen      | Finalização (socos)                       | Gladiators 1                         | 26/07/1996 | N/A   | N/A   | Davenport, Iowa             |                                        |
| Vitória | 9-0    | Yasunori Matsumoto | Nocaute Técnico (interrupção médica)      | Quad City Ultimate 2                 | 11/05/1996 | 1     | 15:53 | Moline, Illinois            |                                        |
| Vitória | 8-0    | Andrey Dudko       | Finalização (mata-leão)                   | Battle of the Masters 2              | 10/02/1996 | 1     | 2:49  | Chicago, Illinois           |                                        |
| Vitória | 7-0    | Bob Gholson        | Nocaute (socos)                           | Battle of the Masters 2              | 10/02/1996 | 1     | 2:20  | Chicago, Illinois           |                                        |
| Vitória | 6-0    | Rick Graveson      | Finalização (mata-leão)                   | Battle of the Masters 2              | 10/02/1996 | 1     | 0:46  | Chicago, Illinois           |                                        |
| Vitória | 5-0    | Rick Graveson      | Finalização (mata-leão)                   | Quad City Ultimate 1                 | 20/01/1996 | 1     | 1:53  | Moline, Illinois            |                                        |
| Vitória | 4-0    | Ed McLennan        | Finalização (chave de braço)              | Quad City Ultimate 1                 | 20/01/1996 | 1     | 1:28  | Moline, Illinois            |                                        |
| Vitória | 3-0    | Kevin Marino       | Finalização (mata-leão)                   | Battle of the Masters 1              | 28/10/1995 | 1     | 3:49  | Chicago, Illinois           |                                        |
| Vitória | 2-0    | Angelo Rivera      | Finalização (mata-leão)                   | Battle of the Masters 1              | 28/10/1995 | 1     | 1:40  | Chicago, Illinois           |                                        |
| Vitória | 1-0    | Yasunori Matsumoto | Finalização (mata-leão)                   | Battle of the Masters 1              | 28/10/1995 | 1     | 7:40  | Chicago, Illinois           | Estreia no MMA.                        |